# Язычковые цветки

Строение язычкового цветка:
A — завязь;
B — хохолок;
C — тычинки;
D — язычок венчика из 5 лепестков;
E — пестик

Язычко́вые цветки́ (лат. flos lingulatus) — один из пяти характерных типов цветков в соцветиях растений семейства Астровые. Язычковые цветки имеют обычно пять тычинок и один пестик, венчик представляет собой короткую трубку, от которой в виде лопасти или язычка (лигулы, отсюда и название) отходят сросшиеся лепестки.
Внешне похожи на ложноязычковые, но образованы не тремя, а пятью сросшимися лепестками, поэтому на верхнем крае имеют 5 зубчиков.
Язычковые цветки обычно образуют соцветие-корзинку: например, все цветки корзинки одуванчика (Taraxacum) — язычковые.